# Al Farwaniyah (gouvernorat)
Pour les articles homonymes, voir Al Farwaniyah.
Al Farwaniyah est un gouvernorat du Koweït, sa capitale est Al Farwaniyah.